# Quỹ đạo Trái Đất tầm thấp
Quỹ đạo Trái Đất tầm thấp (tiếng Anh: Low Earth orbit - LEO) là quỹ đạo gần Trái Đất. Quỹ đạo này có đặc trưng chu kỳ quỹ đạo nhỏ hơn 128 phút (vệ tinh hoàn thành ít nhất 11,25 vòng quay quanh Trái Đất mỗi ngày). Phần lớn các vệ tinh nhân tạo ngoài không gian thuộc quỹ đạo LEO, với độ cao quỹ đạo không bao giờ vượt quá một phần ba bán kính Trái Đất.
Thuật ngữ "khu vực LEO" thường được sử dụng cho khu vực không gian vũ trụ nằm dưới độ cao 2.000 km (1.200 mi) (xấp xỉ 1/3 bán kính Trái Đất). Các vật thể nằm trong phạm vi này, kể cả khi chúng có viễn điểm quỹ đạo vượt ra ngoài, hoặc là quỹ đạo phụ, đều được theo dõi sát sao do chúng có thể va chạm với các vệ tinh trong quỹ đạo LEO.
Tất cả các trạm vũ trụ đều nằm trong quỹ đạo LEO. Từ năm 1968 đến 1972, sứ mệnh Apollo đã đưa con người lên Mặt Trăng, vượt ra ngoài quỹ đạo tầm thấp. Sau khi chương trình Apollo kết thúc, đã không có thêm một chuyến bay có người lái nào vượt ra ngoài quỹ đạo LEO.

## Định nghĩa
Người ta thường định nghĩa về LEO dựa vào độ cao của quỹ đạo. Độ cao bay của vật thể có quỹ đạo ellip có thể thay đổi đáng kể dọc theo quỹ đạo. Thậm chí đối với quỹ đạo tròn, độ cao bay của vệ tinh có thể chênh nhau 30 km (19 mi) (nhất là quỹ đạo cực) do Trái Đất có dạng hơi dẹt một chút, và do topography địa phương. Vì các định nghĩa dựa trên độ cao rất mơ hồ, nên người ta định nghĩa quỹ đạo theo chu kỳ quay hết một vòng quanh Trái Đất của vệ tinh thuộc LEO phải nhỏ hơn 128 phút, vì theo định luật thứ 3 của Kepler, điều này đồng nghĩa với bán trục chính quỹ đạo là 8.413 km (5.228 mi). Đối với quỹ đạo tròn, điều này lần lượt tương ứng với độ cao 2.042 km (1.269 dặm) so với bán kính trung bình của Trái Đất, phù hợp với một số giới hạn độ cao trên trong một số định nghĩa của LEO.
Vùng LEO được một số nguồn xác định là vùng trong không gian mà quỹ đạo LEO chiếm giữ. Một số quỹ đạo có dạng elip có độ dẹt cao có thể có cận điểm quỹ đạo thuộc vùng LEO nhưng không nằm trong quỹ đạo LEO vì viễn điểm quỹ đạo của nó vượt quá 2.000 km (1.242,7 mi). Các vật thể bay dưới quỹ đạo cũng có thể có một phần quỹ đạo nằm trong vùng LEO, nhưng chúng không phải là quỹ đạo LEO do chúng sau đó sẽ quay trở lại bầu khí quyển. Sự phân biệt giữa quỹ đạo LEO và vùng LEO đặc biệt quan trọng đối với việc phân tích các vụ va chạm có thể xảy ra giữa các vật thể có thể không nằm trong LEO nhưng có khả năng xảy ra va chạm với vệ tinh hoặc các mảnh vỡ trong quỹ đạo LEO.

## Đặc điểm quỹ đạo
Vận tốc quỹ đạo trung bình cần thiết để duy trì quỹ đạo Trái Đất tầm thấp ổn định là khoảng 7,8 km/s (28.000 km/h; 17.000 mph), nhưng giảm khi độ cao quỹ đạo tăng lên. Theo tính toán cho quỹ đạo tròn 200 km (120 mi) vận tốc để duy trì quỹ đạo là 7,79 km/s (28.000 km/h; 17.400 mph), và tại 1.500 km (930 mi) là 7,12 km/s (25.600 km/h; 15.900 mph). Tên lửa đẩy cần có một độ gia tăng vận tốc delta-v vào khoảng 9,4 km/s để có thể đưa vệ tinh vào quỹ đạo Trái Đất tầm thấp. Lực cản của khí quyển và trọng lực liên quan đến quá trình phóng làm tăng thêm delta-v của tên lửa đẩy thêm 1,3–1,8 km/s (4.700–6.500 km/h; 2.900–4.000 mph) để đưa được vệ tinh vào quỹ đạo LEO với vận tốc duy trì quỹ đạo là 7,8 km/s (28.100 km/h; 17.400 mph).
Lực hút của lực hấp dẫn trong quỹ đạo LEO là chỉ bé hơn một chút so với trên bề mặt Trái Đất. Điều này là do khoảng cách đến LEO từ bề mặt Trái Đất nhỏ hơn nhiều so với bán kính Trái Đất. Tuy nhiên, theo định nghĩa, một vật thể trên quỹ đạo luôn rơi tự do, vì không có lực nào giữ nó lại. Kết quả là các vật thể trong quỹ đạo, bao gồm cả con người, trải qua cảm giác không trọng lượng, mặc dù chúng không thực sự không có trọng lượng.
Các vệ tinh trong LEO gặp phải lực cản của khí quyển từ các khí trong nhiệt quyển (khoảng 80–600 km trên bề mặt) hoặc ngoại quyển (khoảng 600 km hoặc 400 dặm và cao hơn), tùy thuộc vào độ cao của quỹ đạo. Do lực cản của khí quyển, các vệ tinh thường không quay quanh quỹ đạo dưới 300 km (190 mi). Các vệ tinh LEO quay quanh Trái Đất nằm giữa phần đậm đặc hơn của khí quyển và bên trong vành đai bức xạ Van Allen.
Các quỹ đạo Trái Đất thấp ở xích đạo (ELEO) là một tập hợp con của LEO. Các quỹ đạo này, với độ nghiêng thấp so với xích đạo, giúp vệ tinh nhanh chóng quay lại các điểm có vĩ độ thấp và yêu cầu delta-v thấp nhất (tức là độ hao phí nhiên liệu), miễn là chúng có định hướng không ngược với chuyển động quay của Trái Đất. Các quỹ đạo có góc nghiêng rất lớn so với đường xích đạo thường được gọi là quỹ đạo cực.
Các quỹ đạo cao hơn, bao gồm quỹ đạo Trái Đất tầm trung – medium Earth orbit (MEO), còn được gọi là quỹ đạo tròn trung gian – intermediate circular orbit (ICO), và các quỹ đạo xa hơn nữa, quỹ đạo địa tĩnh – geostationary orbit (GEO). Các vệ tinh thuộc quỹ đạo cao hơn quỹ đạo thấp có thể gặp bức xạ cường độ cao và tích tụ điện tích.

## Sử dụng quỹ đạo LEO
Quỹ đạo LEO đòi hỏi mức năng lượng thấp nhất để tên lửa đẩy đưa vệ tinh lên quỹ đạo. Nó cũng cung cấp băng thông rộng và độ trễ thấp trong liên lạc. Các vệ tinh và trạm không gian thuộc quỹ đạo LEO sẽ dễ tiếp cận hơn cho các phi hành gia và dễ bảo trì.
Các vệ tinh liên lạc được đặt trong quỹ đạo LEO do chúng không yêu cầu bộ khuếch đại tín hiệu quá mạnh. Một số vệ tinh liên lạc sử dụng quỹ đạo địa tĩnh cao hơn nhiều và di chuyển với vận tốc góc giống như Trái Đất giúp chúng có thể cố định luôn ở bên trên một địa điểm trên bề mặt hành tinh.

### Nhược điểm
Không giống như vệ tinh địa tĩnh, vệ tinh thuộc quỹ đạo LEO có trường nhìn nhỏ, chỉ cho phép quan sát và liên lạc trên một phạm vi nhỏ của Trái Đất trong một thời điểm. Điều này có nghĩa là cần phải có một mạng lưới vệ tinh (hoặc "cụm vệ tinh") để có thể cung cấp vùng phủ sóng liên tục. Đồng thời vệ tinh LEO chịu nhiều ma sát hơn với bầu khí quyển, nên rơi nhanh hơn, do đó phải thường xuyên kích hoạt động cơ để duy trì vận tốc quỹ đạo.

## Mảnh vụn không gian
Quỹ đạo LEO đang trở nên ngày càng dày đặc bởi các mảnh vỡ không gian vì tần suất phóng các vệ tinh. Điều này đã gây ra mối quan tâm ngày càng tăng trong những năm gần đây, vì va chạm ở vận tốc quỹ đạo có thể gây nguy hiểm, cả đối với các phi hành gia trên trạm không gian. Các vụ va chạm này lại tiếp tục tạo ra nhiều mảnh vỡ không gian hơn nữa, như hiệu ứng domino hay còn được gọi là hội chứng Kessler. Trung tâm điều hành không gian liên hợp (Combined Space Operations Center), một bộ phận của Bộ chỉ huy chiến lược Hoa Kỳ (tiền thân là Bộ chỉ huy không gian Hoa Kỳ), đang theo dõi hơn 8.500 mảnh vỡ có kích thước lớn hơn 10 cm trong LEO. Có thể có khoảng một triệu vật thể rất nguy hiểm lớn hơn 2 mm, quá nhỏ để có thể theo dõi từ mặt đất, theo như nghiên cứu của đài quan sát Arecibo.